# نظام تشغيل شبكي
نظام التشغيل الشبكي (بالإنجليزية: Network Operating System, NOS) هو نوع من أنظمة التشغيل تم تصميمه لإدارة موارد الشبكة وتقديم خدمات للمستخدمين والأجهزة المتصلة بها، مثل مشاركة الملفات، إدارة الطابعات، والتحكم في الوصول إلى البيانات داخل الشبكة المحلية او الشبكة اللاسلكية او الشبكة الواسعة
توفّر أنظمة التشغيل الشبكية مثل (Linux، Mac OS X ,Unix ,
Microsoft Windows Server, ويندوز 2000) واجهات وخدمات تسمح للأجهزة بالتواصل عبر الشبكة، سواء ضمن شبكة محلية (LAN) أو شبكة واسعة (WAN). وهي مسؤولة عن تنظيم حركة البيانات (مثل الحزم - Packets)، وتوفير الأمن، ومراقبة الأداء، بالإضافة إلى إدارة المستخدمين وتحديد صلاحياتهم.
مصطلح «نظام التشغيل الشبكي» محجوز لنظام تشغيل كتب خصيصاً من أجل الشبكات والمحافظة على أمنها ويحقق ما يلي:
- يتحكم بالشبكة وحركة سير رسائلها (مثل الحزم Packets) وإرسالها.
- يتحكم بوصول المستخدمين إلى موارد الشبكة كالملفات.
- وقد تُستخدم أيضًا في شبكات أوسع مثل الشبكات الواسعة النطاق (WWAN).

ملاحظة(1):
أكثر استخدامًا مع الشبكات المحلية (LAN وWLAN) وشبكات المدن (MAN أو WMAN)
ملاحظة (2):
الطبقات الخمس العليا لنموذج اتصال النظم المفتوحة المرجعي تقدم الأساس الذي تأسست عليه أنظمة التشغيل الشبكية.

## الخصائص
- إضافة، حذف وإدارة المستخدمين الذين يرغبون باستخدام الموارد على الشبكة.
- حماية المعطيات والخدمات الموجودة على الشبكة.

من الخصائص التي ربما يمتلكها نظام التشغيل الشبكي:
- الدعم الأساسي لمنافذ العتاد.
- خصائص أمن مثل: التحقق من الهوية، الصلاحية، تقييد الدخول والتحكم بالنفاذ.
- النفاذ عن بعد.
- إدارة النظام.
- أدوات إدارة الشبكة والتحقق من الحسابات مع واجهات رسومية.

## الخدمات
- السماح للمستخدمين بالوصول إلى المعطيات على الشبكة، هذه المعطيات عموماً تكون على المخدم.
- السماح للمستخدمين بالوصول إلى معطيات موجودة على شبكة أخرى مثل الإنترنت.
- السماح للمستخدمين بالوصول إلى العتاد المتصل بالشبكة مثل وحدات التخزين والطابعات.

من الخدمات التي ربما يوفرها نظام التشغيل الشبكي:
- خدمات التعيين وخدمات الدليل.
- خدمات النسخ الاحتياطي والنسخ المماثل.
- تجميع المقدرات.
- مجال الخطأ والإتاحة العالية.

## أمثلة
- جونوس يستخدم في مسيرات ومبدلات من (Juniper Networks)
- نظام تشغيل الشبكات البينية (سابقاً Cisco Internetwork Operating System): نظام تشغيل شبكي يملك تركيز عل مقدرات العمل على الإنترنت لأجهزة الشبكة، يستخدم في مسيرات أنظمة Cisco وبعض مبدلات الشبكة
- توزيعة برمجيات بيركلي يستخدم في العديد من مخدمات الشبكة
- نوفيل نت وار
- جنو/لينكس
- ويندوز سيرفر